# 84 Кліо
84 Klio — астероїд головного поясу, відкритий 25 серпня 1865 року німецьким астрономом Робертом Лютером у Дюссельдорфі, Німеччина. Астероїд названий лейпцигськими астрономами на честь Кліо, музи історії у давньогрецькій міфології.
Діаметр астероїда був визначений після аналізу результатів, отриманих за допомогою інфрачервоної космічної лабораторії IRAS. Однак результати спостережень, проведених у 2007 році, показали значно більший період обертання, рівний 23,562 ± 0,001 год.
Кліо належить до спектрального типу G, не перетинає орбіту Землі й обертається навколо Сонця за 3,63 юліанського року.